# Fred Mulley
Frederick William Mulley, baron Mulley, (3 juillet 1918 - 15 mars 1995) est un homme politique travailliste britannique, avocat et économiste. 

## Jeunesse
Mulley fréquente l'école Warwick entre 1929 et 1936. Il sert dans le Régiment du Worcestershire pendant la Seconde Guerre mondiale, atteignant le grade de sergent, mais est capturé en 1940 et passe cinq ans comme prisonnier de guerre en Allemagne. Pendant ce temps, il obtient un BSc en économie de l'Université de Londres en tant qu'étudiant externe et est devenu secrétaire agréé. 
À la fin de la guerre, il reçoit une bourse d'études pour adultes à Christ Church, Oxford, et après une brève période sur une bourse d'économie à l'Université de Cambridge (1948-1950), il suit une formation d'avocat et est admis au barreau en 1954. 

## Carrière parlementaire
Mulley est membre du Parti travailliste depuis 1936 et, aux Élections générales britanniques de 1945, il se présente sans succès dans la circonscription de Sutton Coldfield. Il devient député de Sheffield Park en 1950, poste qu'il occupe jusqu'à sa désélection par son parti local avant les élections générales de 1983. 
Au cours d'une longue carrière politique, il occupe de nombreux postes ministériels, notamment ministre de l'aviation (1965-1967), ministre du désarmement (1967-1969) et ministre des transports (1969-1970, 1974-1975). Pendant son séjour au ministère des Transports, il estime qu'il serait inapproprié d'être considéré comme un conducteur de voiture. Bien qu'il possédait un Austin Maxi, sa femme en est la seule utilisatrice pendant cette période. 
En 1975, Harold Wilson le nomme au Cabinet en tant que secrétaire d'État à l'Éducation et aux Sciences et, en 1976, il devient secrétaire d'État à la Défense. 
Il s'est endormi lors du Queen's Jubilee Review de la Royal Air Force à RAF Finningley en 1977 alors qu'il y avait beaucoup de bruit autour de lui. Les membres de la RAF qui faisaient une sieste pendant le service disaient avoir fait un «Fred Mulley». 

## Chambre des lords
Après sa retraite de la Chambre des communes en 1983, il est créé pair à vie en tant que baron Mulley, de Manor Park dans la ville de Sheffield le 30 janvier 1984.   